# Château d'Eaureilles
Le Château d'Eaureilles, Earffel Tower ou encore Earful Tower, est un château d'eau factice présent dans certains parcs Disney.
Il en a existé deux exemplaires. Le premier de ces châteaux d'eau a été construit en 1989 avec le parc à thèmes Disney-MGM Studios (aujourd'hui appelé Disney's Hollywood Studios), situé dans le complexe de Walt Disney World Resort, en Floride. Le second a été érigé en 2002 avec le parc Walt Disney Studios, en France. La version des Disney's Hollywood Studios fut détruite en 2016.
Ces deux bâtiments s'inspirent du château d'eau des studios Disney à Burbank, en Californie. Il était en effet commun, dans la première moitié du XXe siècle, qu'un studio de cinéma possède son propre château d'eau, pour faciliter l'extinction d'un incendie sur le site (présence de produits hautement inflammables). Ceux des parcs ne servent toutefois qu'au décor.

## Origines du nom
Le nom Earffel Tower est un jeu de mots entre le mot anglais ear (en français, « oreille ») et Eiffel Tower (la tour Eiffel).
Le nom Earful Tower se traduit littéralement par « tour avec des oreilles » (le château d'eau étant surmonté par les deux oreilles de Mickey).
Le nom français Château d'Eaureilles est un jeu de mots entre « château d'eau » et « oreilles ».

## Description

### Disney's Hollywood Studios
Le château d'eau des Disney's Hollywood Studios se situait à l'ouest du parc à thèmes, du côté du land Animation Courtyard. Il mesurait 130 pieds (39,624 m) de haut, et les oreilles placées en son sommet pesaient 32 000 livres (14 514,95584 kg).
Il a servi de symbole au parc pendant près de 12 ans, de 1989 à 2001, avec la façade de Chinese Theatre de l'attraction The Great Movie Ride. Ils sont alors remplacés par The Sorcerer's Hat, qui devient l'icône officielle du parc, avant d'être démantelé en 2015.
Le 15 janvier 2016, le parc annonce sa destruction pour faciliter la construction de Toy Story Land,. Le Earffel Tower est détruite le 29 avril 2016.
- Hauteur : 40 m
- Situation : 28° 21′ 24″ N, 81° 33′ 47″ O

### Parc Walt Disney Studios
Le Château d'Eaureilles du parc Walt Disney Studios mesure 33 m de haut. Il est la réplique quasi identique du château d'eau des Disney's Hollywood Studios, la seule différence étant le logo qu'il arbore.
Ce logo était à l'origine le nom de Walt Disney écrit en blanc sur une pellicule bleue, avec le mot « STUDIOS », inscrit en dessous en bleu et avec des contours jaunes.
Le bâtiment est rénové et nettoyé au cours de l'été 2014 (de juillet à septembre), et l'ancien logo est remplacé par un logo textuel, dépourvu de pellicule et avec des lettres rouges aux bordures noires.
Le Château d'Eaureilles est l'emblème du parc Walt Disney Studios, et apparaît sur le logo du complexe Disneyland Resort Paris de 2002 à 2009.
Ce château est un château d'eau factice, l'intérieur est vide.
- Hauteur : 33 m
- Situation : 48° 52′ 04″ N, 2° 46′ 50″ E

## Galerie

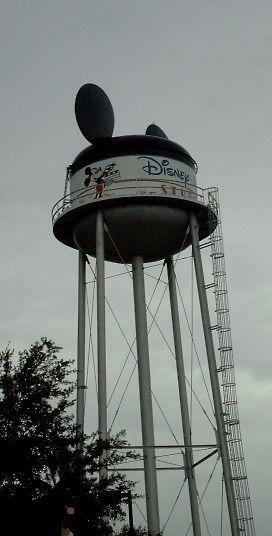
La Earffel Tower du parc Disney's Hollywood Studios, en juillet 2004.
Le Château d'Eaureilles du parc Walt Disney Studios, en juin 2016 (logo actuel).
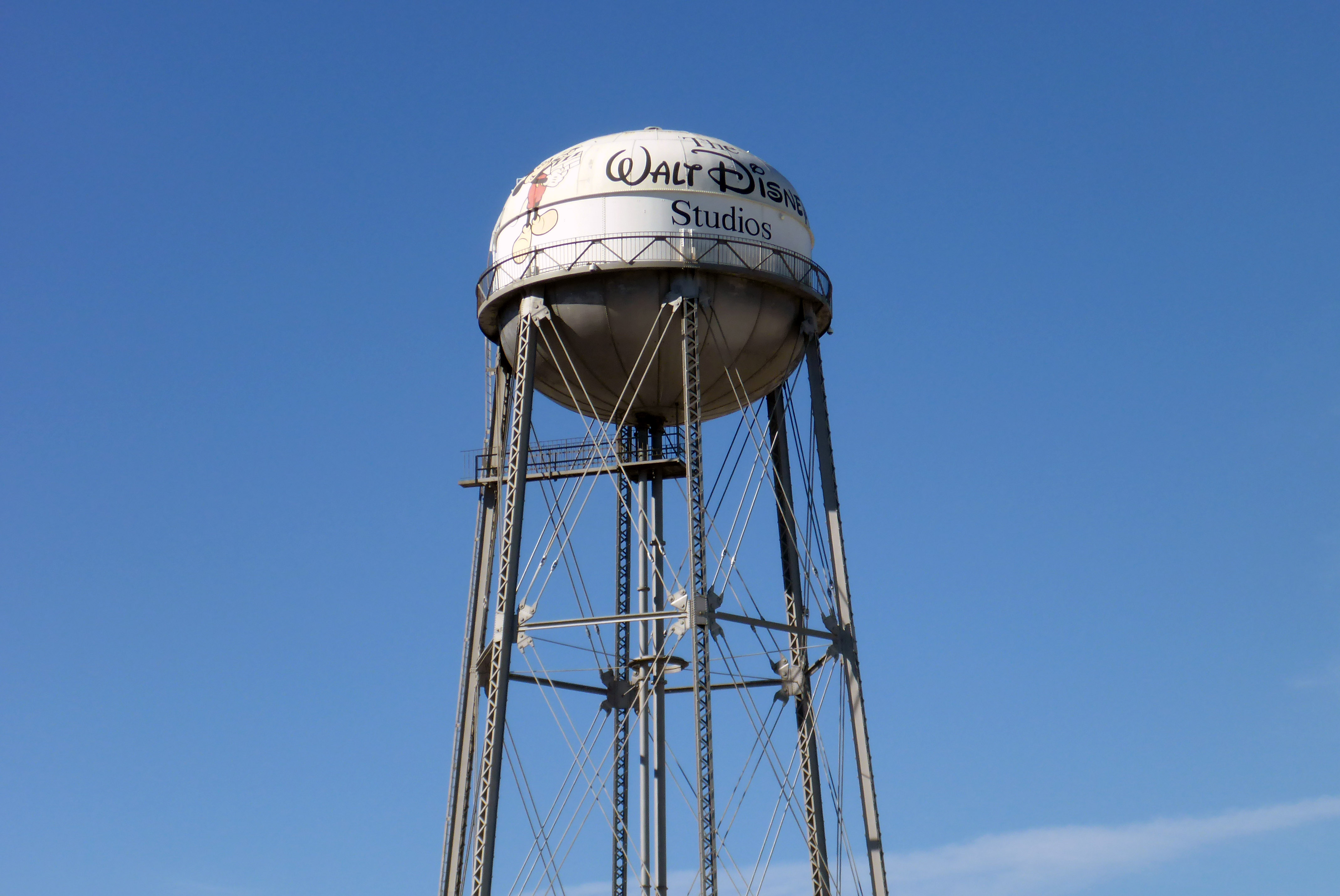
Le château d'eau des studios Disney, à Burbank (Californie), en novembre 2014.